# Spikule
Spikule su dinamički, cjevasti mlazevi blještavo crvene smjese vrućeg vodika i helija. Protežu se od fotosfere, kroz kromosferu i ulaze u dno korone. Promjera su oko 500 km, a kreću se iz fotosfere prema gore brzinom oko 20 km/s. Traju pet do deset minuta, dosežu dno korone na nekoliko tisuća kilometara visine i zatim padaju natrag u fotosferu. Otkrio ih je svećenik Angelo Secchi u Vatikanskoj zvjezdarnici 1877. godine. 
Obično su povezane s aktivnim područjima Sunca gdje se pojavljuje jako magnetsko polje. Na Suncu ih u bilo kojem trenutku ima 60 – 70 tisuća.
Uzrok postanka spikula nije poznat, ali je primjećeno da se Sunčeva površina napuhuje i ispuhuje svakih 5 do 10 minuta (nekoliko stotina metara u sekundi), tako da je moguća neka veza s tom vrstom titranja.